# 江陵運転免許試験場
江陵運転免許試験場（カンヌンうんてんめんきょしけんじょう）は、江原特別自治道江陵市にある道路交通公団の運転免許試験場である。

## 施設概要
- 技能試験場
- 受付
- 学科試験場
- 休憩室

## 学科試験
- PC式のみ。
- 原動機付自転車は取り扱わない
- 手話ビデオ（重度の聴覚障害者対象）

## 技能試験が可能な運転免許の種類
各運転免許の詳細については運転免許の区分を参照
- 第一種大型免許
- 第一種普通免許
- 第二種普通免許

## 交通アクセス
- 嶺東線江陵駅から308番バスで45分程度